# کومبوس
کومبوس (به انگلیسی: Coombes) یک روستا و محله مدنی در بریتانیا است که در منطقه ادور واقع شده‌است. کومبوس ۵۱ نفر جمعیت دارد.